# Ернесто Сіснерос
Ернесто Сіснерос Салседо (ісп. Ernesto Cisneros Salcedo, нар. 26 жовтня 1940, Гвадалахара, Мексика) — мексиканський футболіст та тренер. Спочатку виступав на позиції правого флангового нападника, потім переведений на позицію центрального нападника, а завершував кар'єру — атакувальним півзахисником. По завершенні кар'єри гравця тренував аматорські колективи. Єдиним професіональним клубом у кар'єрі тренера стала «Атланте» (на тренерському містку пропрацював нетривалий період часу).

## Клубна кар'єра
Вихованець клубу «Імперіо» з кварталу Ла-Експенсія, на півночі Сапопана. У 1956 році 16-річний юнак підписав контракт з «Атласом» (Гвадалахара). Професіональну кар'єру розпочав у вище вказаному клубі 1958 року. У 1962 році він перейшов у «Сакатепек», яка на той час щойно потрапила до Сегунда дивізіону, але зміг допомогти команді в сезоні 1962/63 років вийти до еліти мексиканського футболу. У сезоні 1966 року «Сакатепек» понизився в класі, але Ернесто вже будучи гравцем національної збірної, ще рік виступав у команді в Сегунда дивізіоні. Проте повернутися до еліти команді одразу ж не вдалося, тому напередодні старту сезону 1967/68 років перейшов у столичний на той час «Атланте», у футболці якого виступав до завершення професіональної кар'єри, наприкінці сезону 1971/72 років.

## Кар'єра в збірній
Футболку національної збірної Мексики вперше одягнув на Олімпійських іграх 1964 року. Дебютував за головну команду 28 лютого 1965 року в переможному (1:0) поєдинку проти Гондурасу. Поїхав на чемпіонат світу 1966 року, де зіграв в останньому для мексиканців матчі групового етапу проти Уругваю.
Дебютними двома голами за збірну відзначився 1 травня 1965 року в переможному (5:0) поєдинку проти Нідерландських Антильських островів. У міжнародних матчах проти Гаїті (3:0) 4 квітня 1965 року, Ямайки (8:0) 7 травня 1965 року та Парагваю (7:0) 24 квітня 1966 року відзначався дублями у воротах команд-суперниць.
Останнім голом за збірну відзначився 26 жовтня 1968 року в переможному поєдинку проти Уругваю (2:0). У наступних 17 матчах забитими м'ячами невідзначався. Востаннє футболку збірної Мексики одягнув 18 березня 1970 року в нічийному (3:3) поєдинку проти Перу.

## Досягнення
«Атлас»
- Кубок Мексики
  -  Володар (1): 1961/62

Мексика
- Переможець Чемпіонату націй КОНКАКАФ: 1965